# Іван Багряний
Іва́н Багря́ний (справжнє ім'я: Лозов'яга Іва́н Па́влович, також: Лозов'ягін); 19 вересня (2 жовтня) 1906, Охтирка, Харківська губернія, Російська імперія — 25 серпня 1963, Новий Ульм, Баварія, Федеративна республіка Німеччина) — український поет, прозаїк, драматург, публіцист, журналіст та політичний діяч. Голова Української національної ради. Лауреат Національної премії України імені Тараса Шевченка (1992, посмертно).
Відповідно до українського законодавства є борцем за незалежність України у XX столітті.

## Життєпис

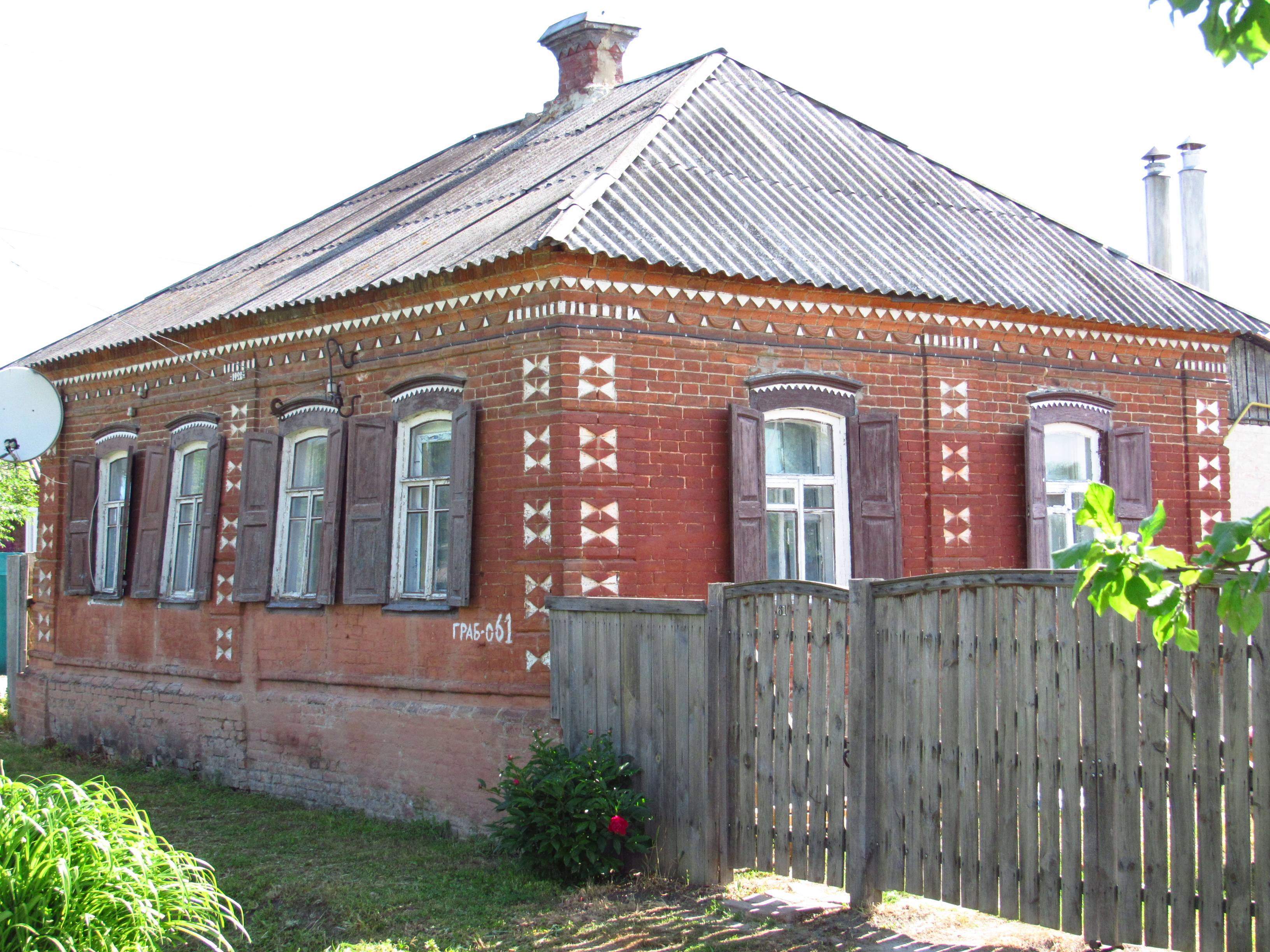
Будинок, у якому мешкав Іван Багряний. Охтирка

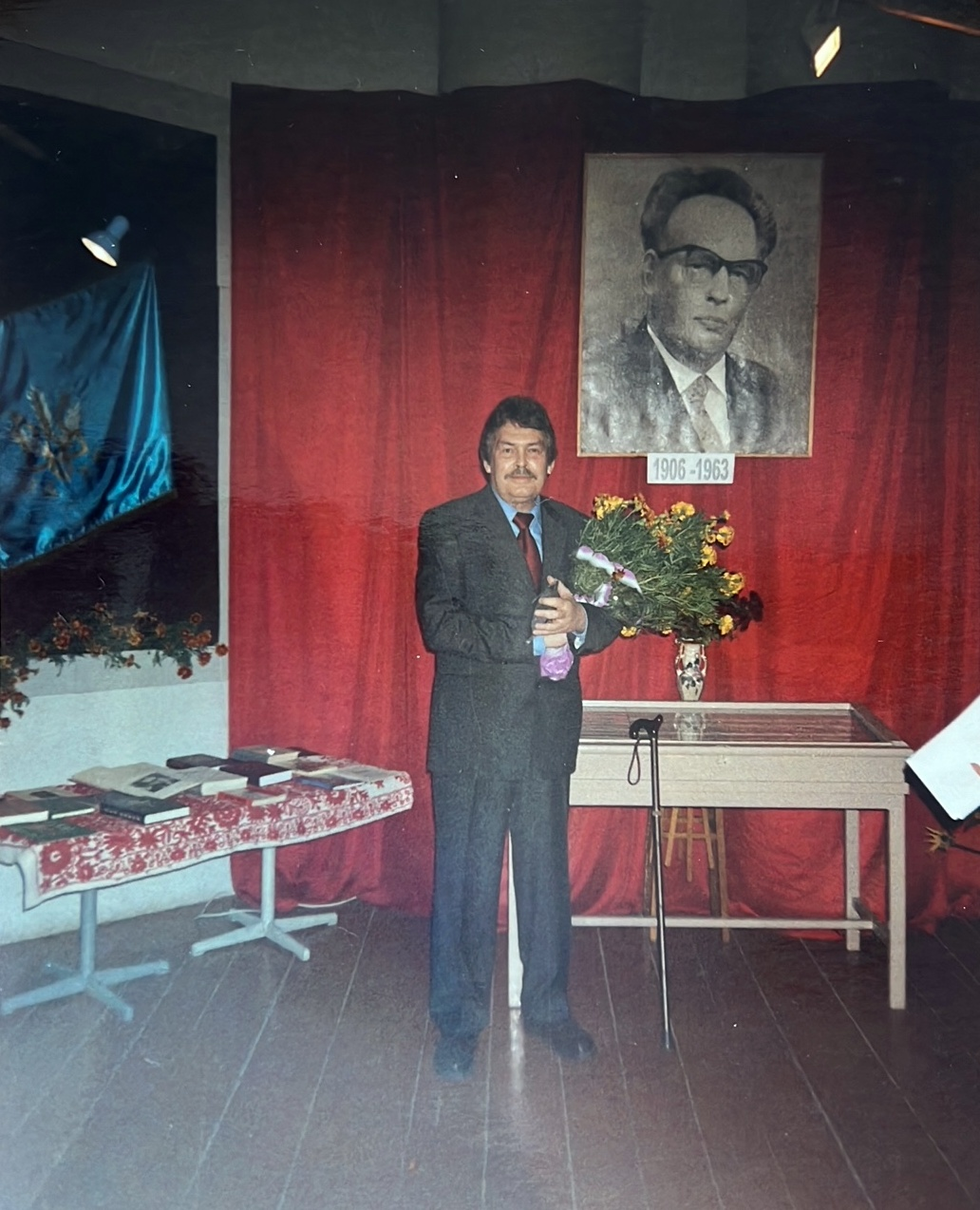
Нестор Багряний

### Становлення
Народився в сім'ї муляра Павла Петровича Лозов'яги. Мати — Євдокія Іванівна Кривуша — походила із заможного селянського роду із села Куземин біля Охтирки. Іван мав брата Федова й сестер Неонілу та Єлизавету.
У шестирічному віці почав навчатися в церковнопарафіяльній школі, потім закінчив в Охтирці вищу початкову школу. 
1920 року на очах Багряного, просто в саду його будинку, більшовики жорстоко вбили його дідуся, що мав 92 роки, та дядька, що брав участь в Українській революції. Того ж року Іван вступив до технічної школи слюсарного ремесла, потім — до Краснопільської школи художньо-керамічного профілю.
1922 року почався період робочої діяльності і активного громадсько-політичного життя: він був то замполітом цукроварні, то окружним політінспектором в Охтирській міліції, то вчителем малювання в колонії для безпритульних і сиріт. 1924 року Багряний вступив до Охтирської філії організації селянських письменників "Плуг". 1925 року вийшов із комсомолу. Щоб «збагатитись враженнями» (вислів Івана Багряного), побував на Донбасі, в Криму, на Кубані.
1925 року Іван працював у Кам'янці-Подільському ілюстратором у газеті «Червоний кордон», де й надрукував свої перші вірші.
Того ж року під псевдонімом І. Полярний власними силами видав у Охтирці невелику збірку «Чорні силуети: П'ять оповідань» із враженнями від побаченого й пережитого автором під час поїздки Україною після поразки Української революції та захоплення більшості України більшовиками. Це переважно безрадісні реалістичні картини життя тогочасного суспільства.
З 1926 року до 1930 року Багряний навчався в Київському художньому інституті (КХІ), але закінчити навчання не зміг через брак коштів та упереджене ставлення керівництва. Навчаючись в КХІ, вийшов зі спілки «Плуг», вступивши до опозиційного літературного об'єднання МАРС («Майстерня революційного слова»), там Іван зблизився з вимогливими до своєї праці митцями слова: Валер'яном Підмогильним, Євгеном Плужником, Борисом Антоненком-Давидовичем, Григорієм Косинкою, Тодосем Осьмачкою та іншими. Учасники обʼєднання згодом переживатимуть переслідування й нищівну критику з боку радянської влади. Тоді ж Іван Багряний активно писав вірші й друкувався в журналах «Глобус», «Всесвіт», «Життя й революція», «Червоний шлях» та інших. Саме в "Глобусі" вийшла друком перша поезія Івана, вона мала назву "В місто". У цей час, п ід впливом творів Миколи Хвильового, що любив вживати епітет "багряний", а також у пориві романтизму, юний Лозовʼягін взяв собі псевдонім - Багряний.
У 1920-х роках видав низку поетичних творів: збірку віршів «До меж заказаних», поеми «Монголія», «Вандея», «Газават», п'єсу «Бузок» про графоманів. У 1929 році на власний кошт видав віршовану поему «Ave Maria», яку вдалося надрукувати завдячуючи випадку. Багряний був знайомим із завсектором Охтирської наросвіти, завдяки чому й отримав затвердження свого рукопису. Для місцевої друкарні цього було достатньо, тому книгу було швидко надруковано. Місцем друку було вказано вигадану друкарню "САМ", яка насправді не існувала. Кілька пакунків з книгами автор надіслав до книгарень Києва, Харкова, Одеси та інших міст. Після того, як цензори виявили нелегально надруковану книгу, її було заборонено, а залишки накладу було вилучено з книгарень. Разом із тим, автору все ж вдалося продати наклад у кількасот екземплярів.
"Зоряним" часом Багряного вважаються 1928-1930 роки, коли світ побачили його поеми "Батіг", "Собачий бенкет", "Вандея", "Гутенберг" та інші. 1930 року побачив світ історичний роман у віршах «Скелька». У ньому йдеться про повстання в селі Скелька у XVIII ст. проти свавілля московських ченців із монастиря, розташованого поряд. Селяни спалили монастир, протестуючи проти гноблення. Офіційною реакцією на роман стала стаття О. Правдюка «Куркульським шляхом» у журналі «Критика», де автор пише: «…Від самого початку поет став співцем куркульської ідеології і до сьогодні залишається таким…».
Після критики та інтересу з боку НКВС, Багряний почав відчувати небезпеку й 1932 року опублікував книгу "Крокви над табором" з двох нарисів, що в позитивному ключі згадувала про сталінську колективізацію.

### Ув'язнення та заслання
16 квітня 1932 року Івана заарештували в Харкові, звинувативши у «контрреволюційній агітації» в літературних творах, таких як поема «Ave Maria», історичний роман «Скелька», поеми «Тінь», «Вандея», «Гутенберг», соціальна сатира «Батіг».
Близько року Багряного тримали в одиночній камері смертників у внутрішній тюрмі ГПУ в Харкові. 25 жовтня 1932 року його засудили трьох років спецпоселень на Далекому Сході. Про цей період життя Багряного на Далекому Сході протягом 1932—1937 років лишилося небагато мало відомостей: епізодично відомо про життя біля Охотського моря, тайгу, життя серед українців Зеленого Клину. Іванову вдалося втекти з заслання, але на шляху до України його заарештували і засудили на новий термін (3 роки) — тепер вже у таборі БАМТАБу.
Точних даних про час повернення Багряного з заслання немає: 16 червня 1938 року його знову заарештували, він сидів у Харківській в'язниці УДБ—НКВС на Холодній горі. Йому висунули звинувачення в участі або навіть керівництві націоналістичною контрреволюційною організацією. Попри багатоденні знущання та допити, 26 березня 1939 року Багряний відмовився підписувати акт про закінчення слідства з висунутими проти нього обвинуваченнями. У постанові від 1 квітня 1940 року зазначено, що всі свідчення про контрреволюційну діяльність належать до 1928—1932 років, за що Багряного вже було засуджено, а «…інших даних про антирадянську діяльність Багряного-Лозов'яги слідством не добуто». 1940 року хворий, знесилений та з підірваним здоровʼям Багряний повернувся до Охтирки "під нагляд".
Автобіографічні подробиці про ці п'ять років життя — арешт, тортури, втечу з заслання й повернення на Батьківщину — письменник відобразив у романах «Сад Гетсиманський» та «Тигролови». В Охтирці до початку Німецько-радянської війни Багряний працював у місцевому театрі, редагував газету "Голос Охтирщини".

### Під час Другої світової війни
Німецько-радянська війна застала письменника в Охтирці. Він пішов до українського підпілля, переїхавши до Галичини. Там Багряний працював у референтурі повстанської пропаганди, писав пісні на патріотичні теми, різноманітні статті, створював карикатури й агітаційні плакати. Брав участь у створенні Української головної визвольної ради (УГВР), зокрема, у розробці її програмових документів. 1942 року Багряного мало не розстріляли нацисти, але він випадково врятувався. В лютому 1943 року Охтирку на нкороткий час було зайнято Червоною армією, а Багряного призвали до її лав. Іван не доїхав до фронту, адже ешелон із призовниками розбомбили нацистські літаки, а ті, хто вцілів, розійшлися по домівках, так і Багряний повернувся до Охтирки.

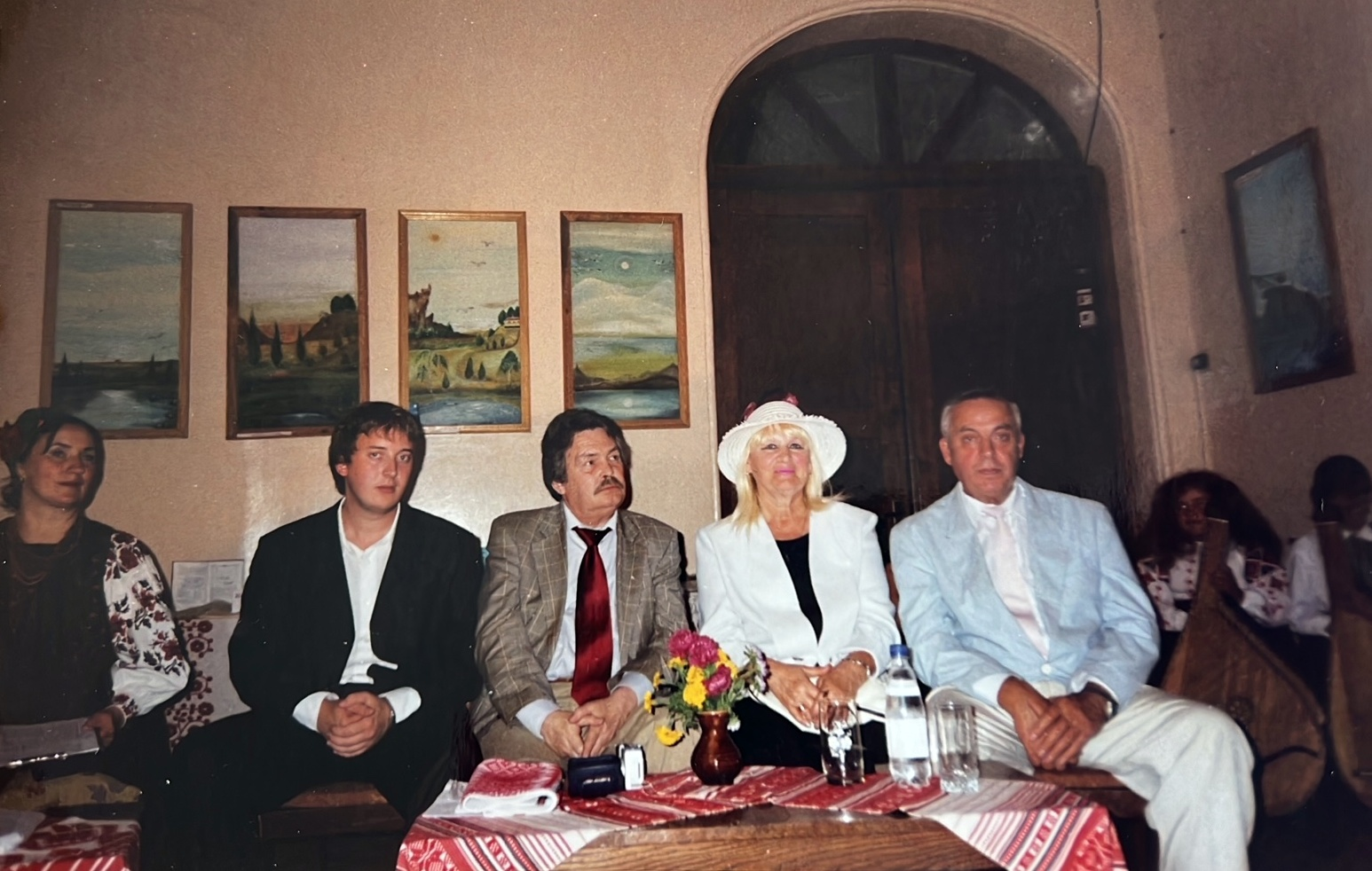
На фото онук Багряного Прогонов Дмитро та син Нестор

Попри це, Багряний не покинув літературної праці. 1943 року він написав один зі своїх найвизначніших творів — роман «Звіролови», що згодом буде відомим як «Тигролови». Під час спілкування з другом, письменником Аркадієм Любченком, поет Багряний, напівжартома поділився планами написати повість або навіть роман. Любченко взявся відмовляти Багряного від його ідеї, наголошуючи, що його покликання - це поезія, а не проза, але Багряний так захопився, що взявся експромтом розповідати Аркадію про сюжет майбутнього твору. Любченко вважав це жартом і лише сміявся. Згодом Любченка заарештувало Гестапо, а Багряний згадав свою обіцянку й вирішив її виконати. Він написав "Тигроловів" за 14 днів, автор працював майже цілодобово, майже абстрагувавшись від реальності. Згодом Багряний згадував, що не мав нічого вигадувати, а "життя товпилося в душі й виривалося, як Ніагара". Скорочена версія романа під назвою "Звіролови" була надрукована вже 1944 року в часописі "Вечірня година", а розширена й покращена версія твору побачила світ 1946-го під назвою "Тигролови". Крім української, цей роман було видано німецькою, голландською, англійською та французькою мовами. В Україні "Тигроловів" було надруковано лише 1991-го. 
У січні 1944 року в Тернополі Багряний написав поему «Гуляй-Поле». Після того, як цього ж року Охтирку знову зайняли радянські війська, діяльністю Багряного під час окупації зацікавився НКВС. Щоб уникнути вʼязниці, Багряний вирушив на Захід.
У березні 1945 року Багряний перебував у Карпатах у селі Доба разом з рештою місії ЗП УГВР. У квітні 1945, коли радянські війська почали наближатися до місця перебування групи українців, частина членів місії ЗП УГВР, що не мандрувала з родинами, виїхала до столиці Незалежної Хорватської Держави Загреба. Дещо пізніше до групи приєднався й Багряний. У столиці Хорватії делегація ЗП УГВР провела весь квітень і ця країна відбилася й на творчості Багряного. Саме протягом цього періоду він писав роман «Люба» про партизанську боротьбу ОУН/УПА, в якій сам безпосередньо й нещодавно брав участь. У тексті уривка, що зберігся, подекуди трапляються хорватські топоніми і явища: м. Вараждин, р. Драва, усташі, четники генерала Драголюба Михайловича, які воювали проти усташів. А назву твору письменник обрав на честь Люби Комар, радистки місії ЗП УГВР, учасниці «Процесу 59-ти» 1941 року. Рукопис роману письменник власноруч знищив, бо «розсердився на героїв цього роману, діячів партизанського резистансу, колишніх моїх друзів, а пізніше — замотеличених героїв „таборових держав“, моїх запеклих ворогів».

### В еміграції
1945 року Багряний емігрував до Німеччини, опинившись у місті Новий Ульм. Як свідчить у «Листах до приятелів» Юрій Лавріненко, «в еміграції теж не було свободи. Не менш, ніж заборонами, перешкоджала гітлерівська Німеччина сформуванню політичної еміграції усілякими „розенбергівськими штабами“, в яких псувалися та компромітувалися і дуже пристойні люди. Багряний пішов на Захід і в еміграцію через „оунівське підпілля“. Завдяки Багряному, Новий Ульм перетворюється на центр українського культурного відродження. 1945 року Іван заснував газету "Українські вісті", при якій згодом почали діяти видавництва "Прометей" та "Україна". Там друкують заборонені в СРСР книги українських авторів, українські переклади зарубіжних творів.
1946 року Іван Багряний написав брошуру — програмний для нього памфлет „Чому я не хочу вертатись до СРСР?“, де виклав політичну декларацію національної гідності й прав людини, яка пережила примусову репатріацію, насильство, тортури, приниження як колишній в'язень, остарбайтер, полонений, позбавлений власного імені. Він логічно обґрунтував закономірність еміграції з СРСР — батьківщини-мачухи, що пішла на геноцид проти власних народів. Багряний, зокрема, писав: "Я вернусь до своєї Вітчизни з мільйонами своїх братів і сестер, що перебувають тут, у Європі, і там, по сибірських концтаборах, тоді, коли тотілітарна система буде знесена так, як і гітрелівська. Коли НКВС піде вслід за гестапо, коли червоний російський фашизм щезне так, як щез фашизм німецький...". Завдяки памфлету Багряний привернув увагу світової громадськості до справжнього становища людей у СРСР, що, серед іншого, негативно вплинуло на бажання деяких країн на репатріацію жителів СРСР до їхньої країни.
В Німеччині Багряний бере участь у створенні МУРу (Мистецького Українського Руху), що згодом перетворився на обʼєднання українських письменників "Слово" з центром у Нью-Йорку.
1948 року Багряний заснував Українську революційно-демократичну партію (УРДП) і відтоді протягом 15 років — до самої смерті редагував газету „Українські вісті“. Письменник був головою Виконавчого органу Української національної ради і заступником президента УНР.

### Останні роки
З 1948 року Багряний постійно хворів і лікувався, часто лежав у лікарнях. Із часом Багряний не зміг сидіти, тому йому виготовили спеціальну дощечку, яку він міг класти на груди, щоб працювати лежачи. Незважаючи на еміграцію, радянські критики продовжували цькувати Багряного, він сприймав цю критику близько до серця.
Помер Іван Багряний 25 серпня 1963 року. Похований в німецькому Новому Ульмі на цвинтарі Сен-Блазієн, при вулиці Ройттір (Neu-Ulmer Friedhof, an der Reuttier Str.). Могила Івана Багряного — перша ліворуч від входу на цвинтар, що навпроти вул. Фіннінгер (Finninger Str.). Автор надгробного пам'ятника — скульптор Лео Мол. Пам'ятника на могилі було освячено 3 жовтня 1965 року.

## Особисте життя
- Батьки — Євдокія Кривуша та Павло Лозов'яга.
- Перша дружина — Антоніна Зосімова, діти: Борис і Наталя[21].
- На еміграції одружився з Галиною Тригуб[12]. Їхні діти: Нестор і Роксолана[22]. Онуки Прогонов Дмитро та Бездрабко Володимир.

## Творчість
Західні дослідники творчості Івана Багряного відзначали унікальну здатність письменника до „кошмарного гротеску“, неабиякого гумору серед відчаю, оптимізму — серед трагедії в глухій війні, що проводиться на величезних просторах євразійської імперії. Юзеф Лободовський твердить, що „Сад Гетсиманський“ перевищує силою вислову все, що дотепер на цю тему було написано, з другого ж боку — є виразним свідченням глибокого гуманізму автора, що на самому дні пекла зумів побачити людські прикмети навіть у найозвіріліших осібняків».
Популярність іншого роману «Тигролови», що його Юрій Шерех вважав утвердженням жанру українського пригодницького роману, — «українського всім своїм духом, усім спрямуванням, усіми ідеями, почуттями, характерами», спричинилася до пародіювання Мосендзом та Кленом образу багрянівського Григорія Многогрішного. Так з'явився гумористичний Горотак, що на думку Лавріненка, читався радше як беззлобний дружній шарж. Зате незадовго до смерті письменника, а саме 1963 року, з'явилася політично заангажована публіцистична книжка-пасквіль «На літературному базарі. Поезія, проза і публіцистика Івана Багряного».
Етапи творчого шляху:
- 1926—1932 — початок літературного шляху до першого арешту;
- 1932—1940 — період ув'язнень і концтаборів;
- 1941—1945 — період Другої світової війни й окупації України нацистами;
- 1945—1963 — повоєнна доба і еміграція.

Теми творчості:
- Викриття системи більшовицького терору.
- Показ жорстоких і підступних методів роботи каральних органів.
- Розвінчання більшовицької системи господарювання і знущання з людей.
- Розповідь про страждання українського народу у більшовицькому «раю».
- Безкомпромісне і аргументоване викриття російського великодержавного шовінізму.
- Звернення до історії і боротьба проти Росії.
- Змалювання долі української людини у вирі Другої світової війни.
- Віра в перемогу добра над злом.

## Твори
Вибрана бібліографія творів Багряного:
Твори опубліковані в еміграції: збірка «Золотий бумеранг» (1946; вона дала підставу Ю. Шереху-Шевельову поставити ім'я автора поряд з Уласом Самчуком, як двох найвидатніших письменників української еміграції[джерело?]); романи «Тигролови» (1944, друга редакція — 1946—1947), «Сад Гетсиманський» (1950), «Огненне коло» (1953), «Антон Біда — герой труда» (поетична сатира, 1956), «Буйний вітер» (1957), «Людина біжить над прірвою» (1965), п'єси — «Морітурі» (1947), «Генерал» (1944), «Розгром» (1948) та інші.

### Оповідання
- Етюд (серпень 1921-го)
- Міщаночка (Охтирка, 1924)
- Мадонна (Жмеринка, 1925)
- Заєць (Ялта, 1925)
- Петро Каменяр (Охтирка, 1925)
- З оповідань старого рибалки (1927)
- В сутінках (1927)
- Пацан (1928)
- Рука (1928)
- Збірка оповідань «Крокви над табором» (Харків, 1931)

### Поеми
- Монголія (1927)
- Цукроварня (Поема про чотирьох, 1927)
- Собачий бенкет (Київ, 1928)
- Вандея (1928)
- Ave Maria (Харків, 1929)
- Батіг (1928—1930),
- Ґутенберґ (1928—1930, зникла на початку 1930-х років)
- Сатирична епопея «Комета» (повністю не збереглась) (1928—1930)
- Гуляй-Поле (Тернопіль, 1944)
- Сатирична поема «Антон Біда — герой труда: повість про ДІ-ПІ» [Архівовано 17 лютого 2017 у Wayback Machine.] (Новий Ульм, 1947)
- Мечоносці (1932)

### П'єси
- Бузок
- Генерал (1944)
- Морітурі (1947)

### Поетичні збірки
- В поті чола (1929) (заборонена до друку цензурою)
- До меж заказаних (Київ, 1929)
- Золотий бумеранґ (1946)
- Пісні (авторські пісні різних років)

### Романи
- Марево (втрачений)[28]
- Скелька (роман у віршах, Харків, 1930)
- Тигролови (Львів–Краків, 1944)
- Люба (1944, знищений власноруч)
- Сад Гетсиманський (Новий Ульм, 1950)
- Маруся Богуславка (виданий під заголовком «Буйний вітер», Мюнхен, 1957)[29]
- Людина біжить над прірвою (посмертно, Новий Ульм, Нью-Йорк, 1965)

### Повісті
- Розгром (повість-вертеп, 1948)
- Огненне коло (Новий Ульм, 1953)
- Морітурі (1947)

### Статті
- Україна біля Тихого океану (1944)
- На новий шлях (1946)
- Памфлет Чому я не хочу вертати на «родіну»? (інша назва «Чому я не хочу вертатись до СРСР?») (1946)
- Народження книги (1956)

### Дитячі твори
- Казка про лелек та Павлика-мандрівника (1943)
- Колискова (1955)
- Телефон (1956)

## Висунення на Нобелівську премію з літератури
- 1963 року філія Об'єднання демократичної української молоді (ОДУМ) в Чикаго розпочала акцію за надання Нобелівської премії з літератури Іванові Багряному, але раптова смерть письменника перешкодила цьому[25][30][31][32][33]. Багряний міг матиреальні шанси на отримання нагороди, адже він написав два визначні романи про ГУЛАГ («Сад Гетсиманський» та «Тигролови») за двадцять років до того, як Солженіцин написав «Архіпелаг ГУЛАГ»[34].

## Премії
- 1992 року постановою Кабінету Міністрів України Іванові Багряному посмертно присудили Шевченківську премію за романи «Сад Гетсиманський» і «Тигролови»[35].

## Вшанування пам'яті

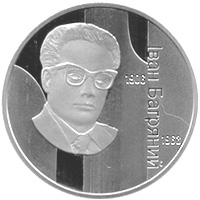
Ювілейна монета (2007)

Меморіальна дошка в Охтирці

Погруддя Багряному в Охтирці

- 1965 року на могилі Івана Багряного встановлено пам'ятник (скульптор Лео Мол).
- 23 вересня 1996 року Кабінет Міністрів України видав постанову «Про 90-річчя від дня народження І. П. Багряного». Організаційний комітет очолив Леонід Кравчук[36].
- 1996 року засновано Фундацію імені Івана Багряного (США, Детройт)[37].
- 1996 року, з нагоди 90-річчя з дня народження письменника, засновано літературну премію імені Івана Багряного. Серед її перших лауреатів — Іван Дзюба.
- 1 серпня 2006 року Верховна Рада України відхилила проєкт Постанови про відзначення 100-річчя від дня народження Івана Багряного. Під час обговорення думки щодо відзначення ювілею видатного українського письменника розійшлися. Депутати з фракцій «Наша Україна» і БЮТ висловлювалися за вшанування пам'яті Івана Багряного. Депутати з фракцій Партії регіонів, КПУ та СПУ були проти. У підсумку за проєкт Постанови проголосувало всього 73 депутати — і він був відхилений[38].
- 15 вересня 2006 року Президент України Віктор Ющенко видав Указ «Про відзначення 100-річчя від дня народження Івана Багряного».
- 25 вересня 2007 року введено в обіг ювілейну монету «Іван Багряний» із серії «Видатні особистості України» номіналом 2 гривні з нейзильберу, якість — «спеціальний анциркулейтед», тираж — 35 000 штук у капсулах[39].
- у 2007 р. з'явилася Бібліотека імені Івана Багряного для дітей у Солом'янському районі Києва.
- 25 серпня 2016 року в Охтирці було відкрито меморіальну дошку на рідному обійсті Лозов'ягіних[40].
- 2 жовтня 2017 року у Охтирці було відкрито пам'ятник[41].
- 6 липня 2018 року у Краснопіллі на Сумщині відкрито пам'ятний знак на стіні гуртожитку Краснопільського ДПТНЗ «Краснопільське ПТУ», де юний Іван Лозов'яга у 20-х роках XX століття навчався малярській та гончарній справі[42].
- Провулок Івана Багряного в Житомирі.
- На його честь також названо 87 курінь УПЮ імені Івана Багряного[43].
- 13 липня 2023 року в рамках дерусифікації рішенням Київської міської ради на честь Івана Багряного перейменовано парк у Києві[44].
- Вулиці та провулки імені Івана Багряного є у двадцяти містах України.

## Твори письменника в електронних бібліотеках
- Твори Івана Багряного [Архівовано 27 лютого 2014 у Wayback Machine.] в е-бібліотеці ukrclassic.com.ua
- Твори Івана Багряного [Архівовано 25 січня 2021 у Wayback Machine.] в е-бібліотеці «Український Центр»
- Твори Івана Багряного [Архівовано 24 лютого 2014 у Wayback Machine.] в е-бібліотеці «Чтиво»